# محضر ضبط سير

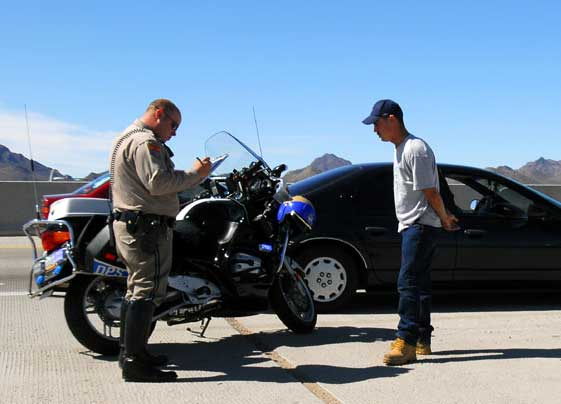
ضابط شرطة سير يحرر مخالفة سير لسائق سيارة بسبب السرعة.

محضر ضبط السير هو إشعار يصدره مسؤول عن تطبيق القوانين المتعلّقة بقيادة المركبات أو لمستخدمي الطرق، ويشير إلى أن متلقّيه قد انتهك قوانين السير والمرور. تكون مخالفات السير عادةً بشكلين: انتهاك قانون المرور بالحركة كتجاوز حد السرعة أو انتهاك أمر بعدم التوقف أو تكون بسبب الوقوف والتوقّف كمخالفة وقوف أو الاصطفاف المزدوج أو الوقوف في أماكن ممنوعة.
في بعض الدول، تنطوي مخالفة السير على عقوبة، كغرامة مالية أو اقتطاع نقاط من نقاط أداء السائق أو مالك المركبة (في الدول التي تتبع نظام النقاط في قيادة المركبات)؛ وفي حال عدم دفع قيمة المخالفة، يكون الإجراء بإرسال المخالف إلى المدعي أو المحكمة. في حالات أخرى، يكون محضر ضبط السير مجرد استدعاء أو إشعار للمثول أمام محكمة المرور مع الإشارة لنوع المخالفة المرتكبة.

## الدول التي تستخدم نظام النقاط
- الأرجنتين
- أستراليا - طالع أيضاً قائمة نقاط المخالفات والانتهاكات في نيوساوث ويلز
- البوسنة والهرسك [1]
- البرازيل
- كندا (في بعض المقاطعات فقط)
  - ألبرتا
  - أونتاريو
  - كيبك
- الصين - طالع أيضاً قانون حماية أمن الطرق لسكان الجمهورية الصينية
  - هونغ كونغ
- تايوان
- التشيك
- فرنسا
- ألمانيا
- اليونان
- المجر
- آيسلندا
- جمهورية أيرلندا
- إسرائيل
- إيطاليا
- لاتفيا
- المكسيك
- المغرب
- هولندا
- نيوزيلندا
- النرويج
- بنما
- بولندا
- قطر
- رومانيا
- صربيا
- سنغافورة
- إسبانيا
- المملكة المتحدة
- الولايات المتحدة - في الولايات التالية فقط:
  - ألاباما
  - ألاسكا
  - أريزونا
  - كاليفورنيا
  - كولورادو
  - كونيتيكت
  - فلوريدا
  - جورجيا (ولاية أمريكية)
  - إلينوي
  - إنديانا
  - كنتاكي
  - ماريلند
  - ماساتشوستس
  - ميشيغان
  - ميزوري
  - نبراسكا
  - نيومكسيكو
  - نيفادا
  - نيوجيرسي
  - نيويورك (ولاية)
  - كارولاينا الشمالية
  - أوهايو
  - بنسيلفانيا
  - كارولاينا الجنوبية
  - تينيسي
  - تكساس
  - فرجينيا
  - فيرجينيا الغربية
  - ويسكونسن